# Ion Stoica

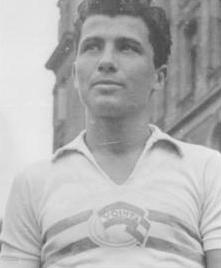
Ion Stoica bei der Friedensfahrt 1961

Ion Stoica (* 14. November 1939) ist ein ehemaliger rumänischer Radrennfahrer, der in den 1960er Jahren aktiv war.
Stoica war Staatsamateur im rumänischen Radsport und fuhr für den Armeesportklub Steaua Bukarest. Seine Aktivitäten sind nur von Straßenrennen bekannt. Der rumänische Radsportverband nominierte ihn 1959 erstmals für das Drei-Länder-Etappenrennen Internationale Friedensfahrt. Stoica kam in der Schlusswertung unter 92 platzierten Fahrern als viertbester Rumäne auf den 48. Platz. In den Jahren 1960 und 1961 beteiligte er sich ebenfalls an der Friedensfahrt und wurde 1960 mit Rang 26 Bester seiner Mannschaft. Bei der 1961er Tour platzierten sich zwar zwei Mannschaftskameraden vor ihm, trotzdem erreichte Stoica mit dem 19. Platz seine beste Friedensfahrt-Notierung. Mit seinem Team gewann er überraschend den zweiten Platz der Mannschaftswertung. Nach einer Pause von zwei Jahren bestritt er noch die Friedensfahrten 1964 und 1965. Beim Rennen 1964 erreichte er seinen einzigen Friedensfahrt-Etappensieg, als er sich bei einer Massenankunft als schnellster Spurter erwies. Auf der 193 Kilometer langen sechsten Etappe von Ost-Berlin nach Leipzig hatte er ein Tempo von 39,1 km/h erreicht. Im Endklassement landete er auf dem 22. Platz und wurde drittbester Rumäne. Auf seiner letzten Friedensfahrt wurde er 1965 bei 75 Endplatzierten mit einem Rückstand von einer halben Stunde zum Einzelsieger 36., vier seiner Mannschaftskameraden waren schneller gewesen.